# کاراته در بازی‌های آسیایی ۲۰۱۴
مسابقات کاراته بازی‌های آسیایی ۲۰۱۴ از ۲ اکتبر تا ۴ اکتبر سال ۲۰۱۴ در شهر اینچئون، کره جنوبی برگزار شد.
در این مسابقات تیم ملی کاراته ایران موفق به کسب ۳ نشان طلا و ۲ برنز شد و در جایگاه دوم ایستاد.

## کاراته مردان
نتایج نهایی مسابقات کاراته مردان به شرح زیر است:
| وزن‌ها          | طلا             | نقره                   | برنز                    |
| کاتا انفرادی   | وی لیم چی       | فیدلایس لولوبوا        | ایسی شیمبابا            |
| کاتا انفرادی   | وی لیم چی       | فیدلایس لولوبوا        | عبدالله مروان           |
| کمیته ۵۵- کیلو | آندری آکتااوف   | عبدالله المبارک الحربی | جینگچائو سان            |
| کمیته ۵۵- کیلو | آندری آکتااوف   | عبدالله المبارک الحربی | سنتیل کوماران سیلواراجو |
| کمیته ۶۰- کیلو | امیر مهدی‌زاده   | عبدالرحمان المصاطفه    | جیهوان لیی              |
| کمیته ۶۰- کیلو | امیر مهدی‌زاده   | عبدالرحمان المصاطفه    | تان دوی انگویان         |
| کمیته ۶۷- کیلو | هیروتو شینوهارا | رینات ساگاندیکوف       | دووون کیم               |
| کمیته ۶۷- کیلو | هیروتو شینوهارا | رینات ساگاندیکوف       | عبدالعزیز علی           |
| کمیته ۷۵- کیلو | سعید حسنی‌پور    | وی لی کا               | سونگویت مونتائن         |
| کمیته ۷۵- کیلو | سعید حسنی‌پور    | وی لی کا               | غفورجان زوخیدف          |
| کمیته ۸۴- کیلو | ریوتارو آگارا   | حمد النویعم            | مینسو جانگ              |
| کمیته ۸۴- کیلو | ریوتارو آگارا   | حمد النویعم            | شاخبز آخاتف             |
| کمیته ۸۴+ کیلو | راشد المطیری    | هیده‌یوشی کاگاوا        | خالد خالیدوف            |
| کمیته ۸۴+ کیلو | راشد المطیری    | هیده‌یوشی کاگاوا        | سنگ‌پنگ دوانگ‌ویلای       |

## کاراته زنان
نتایج نهایی مسابقات کاراته زنان به شرح زیر است:
| وزن‌ها          | طلا                  | نقره              | برنز               |
| کاتا انفرادی   | کی‌یوئو شیمیزو        | نگان نگویان هوانگ | سی چئونگ پوی       |
| کاتا انفرادی   | کی‌یوئو شیمیزو        | نگان نگویان هوانگ | بیمالا تامانگ      |
| کمیته ۵۰- کیلو | تسوی پینگ کو         | یکاترینا خوپووتس  | نسرین دوستی        |
| کمیته ۵۰- کیلو | تسوی پینگ کو         | یکاترینا خوپووتس  | سویونگ جانگ        |
| کمیته ۵۵- کیلو | تژو یون ون           | سابینا زاخارووا   | میکی کوبایاشی      |
| کمیته ۵۵- کیلو | تژو یون ون           | سابینا زاخارووا   | مائه سوریانو       |
| کمیته ۶۱- کیلو | سیاکیلا جفری کریسنان | بارنو میرزااوا    | ژیائویان یین       |
| کمیته ۶۱- کیلو | سیاکیلا جفری کریسنان | بارنو میرزااوا    | فاطمه چالاکی       |
| کمیته ۶۸- کیلو | گوزالیا غفورووا      | لینگ‌لینگ تانگ     | شری شارمینی سگاران |
| کمیته ۶۸- کیلو | گوزالیا غفورووا      | لینگ‌لینگ تانگ     | ژو چائو            |
| کمیته ۶۸+ کیلو | حمیده عباسعلی        | گویلان ژنگ        | آیومی یکوسا        |
| کمیته ۶۸+ کیلو | حمیده عباسعلی        | گویلان ژنگ        | پائولو پریرا       |

## جدول مدال‌ها
| رتبه  | کشور              | طلا | نقره | برنز | مجموع |
| ۱     | ژاپن              | ۳   | ۱    | ۳    | ۷     |
| ۲     | ایران             | ۳   | ۰    | ۲    | ۵     |
| ۳     | قزاقستان          | ۲   | ۳    | ۱    | ۶     |
| ۴     | مالزی             | ۲   | ۰    | ۲    | ۴     |
| ۵     | چین تایپه         | ۲   | ۰    | ۱    | ۳     |
| ۶     | کویت              | ۱   | ۱    | ۱    | ۳     |
| ۷     | چین               | ۰   | ۲    | ۲    | ۴     |
| ۸     | ازبکستان          | ۰   | ۱    | ۲    | ۳     |
| ۹     | ویتنام            | ۰   | ۱    | ۱    | ۲     |
| ۱۰    | هنگ کنگ           | ۰   | ۱    | ۰    | ۱     |
| ۱۰    | اندونزی           | ۰   | ۱    | ۰    | ۱     |
| ۱۰    | اردن              | ۰   | ۱    | ۰    | ۱     |
| ۱۰    | عربستان سعودی     | ۰   | ۱    | ۰    | ۱     |
| ۱۴    | کره جنوبی         | ۰   | ۰    | ۴    | ۴     |
| ۱۵    | ماکائو            | ۰   | ۰    | ۲    | ۲     |
| ۱۶    | لائوس             | ۰   | ۰    | ۱    | ۱     |
| ۱۶    | نپال              | ۰   | ۰    | ۱    | ۱     |
| ۱۶    | فیلیپین           | ۰   | ۰    | ۱    | ۱     |
| ۱۶    | تایلند            | ۰   | ۰    | ۱    | ۱     |
| ۱۶    | امارات متحده عربی | ۰   | ۰    | ۱    | ۱     |
| مجموع | مجموع             | ۱۳  | ۱۳   | ۲۶   | ۵۲    |

## شرکت کنندگان
۱۸۳ کاراته کار از ۳۲ کشور در این دوره از مسابقات حضور دارند.